# Девкино (Новосибирская область)
Девкино — деревня в Искитимском районе Новосибирской области. Входит в состав Гусельниковского сельсовета.

## География
Площадь деревни — 57 гектар
Деревня расположена на берегу реки Бердь.

## История
Основано до 1750-х годов.

## Население
| 2002 | 2007 | 2010 |
| ---- | ---- | ---- |
| 203  | ↘175 | ↘110 |

## Инфраструктура
В деревне по данным на 2007 год функционируют 1 учреждение здравоохранения, 1 образовательное учреждение.

## Улицы
- ул. Береговая
- ул. Дачная
- ул. Речная
- ул. Сибирская
- ул. Центральная